# Tentic Bajo
Tentic Bajo es una localidad del municipio de Larráinzar ubicado en la región de Los Altos del estado mexicano de Chiapas.

## Geografía
La localidad de Tentic Bajo se sitúa en las coordenadas geográficas 16°54′09″N 92°46′06″O / 16.902500, -92.768333, a una elevación de 2,020 metros sobre el nivel del mar.

## Demografía
Según el Censo de Población y Vivienda 2020, efectuado por el Instituto Nacional de Estadística y Geografía, la localidad de Tentic Bajo tiene 278 habitantes, de los cuales 131 son del sexo masculino y 147 del sexo femenino. Su tasa de fecundidad es de 2.91 hijos por mujer y tiene 50 viviendas particulares habitadas.
| Gráfica de evolución demográfica de Tentic Bajo entre 1910 y 2020 |
|                                                                   |
| INEGI.                                                            |